# Tropistes falcatus
Tropistes falcatus är en stekelart som först beskrevs av Thomson 1884.  Tropistes falcatus ingår i släktet Tropistes och familjen brokparasitsteklar. Arten är reproducerande i Sverige. Inga underarter finns listade i Catalogue of Life.